# Подграђе (Горњи Вакуф-Ускопље)
Подграђе је насељено место у Босни и Херцеговини, у општини Горњи Вакуф-Ускопље. Административно припада Федерацији Босне и Херцеговине, односно њеном Средњобосанском кантону. Према попису становништва из 2013. у насељу је живело 467 становника, а већинско становништво у насељу чинили су Хрвати.

## Становништво
По последњем попису становништва из 2013. године у насељу Подграђе живело је 467 становника, а село је било етнички хомогено са већинском хрватском популацијом.
| Националност | 2013.        | 1991.          | 1981.        | 1971.        |
| Хрвати       | 463 (99,14%) | 1.106 (91,63%) | 908 (89,62%) | 668 (90,03%) |
| Бошњаци      | 1 (0,21%)    | 88 (7,29%)     | 71 (7,01%)   | 65 (8,70%)   |
| Срби         | 2 (0,43%)    | 5 (0,41%)      | 3 (0,29%)    | 4 (0,53%)    |
| Југословени  | —            | 1 (0,08%)      | 5 (0,49%)    | 0            |
| Црногорци    | —            | 0              | 0            | 1 (0,13%)    |
| остали       | 1 (0,21%)    | 7 (0,57%)      | 25 (2,47%)   | 4 (0,53%)    |
| Укупно       | 467          | 1.207          | 1.012        | 742          |